# Чентурионе, Джованни Баттиста
Джованни Баттиста Чентурионе (итал. Giovanni Battista Centurione; Генуя, 1603 — Генуя, 1692) — дож Генуэзской республики.

## Биография
Родился в Генуе в 1603 году. В 1621 году был назначен офицером по контролю качества пищевых продуктов и охраны здоровья граждан. С 1631 года — комиссар крепости Савона, однако на практике занимался контролем за производством оружия и артиллерийских орудий.
Затем служил смотрителем Банка Сан-Джорджо и послом в Папском государстве. В 1645 году был отозван с должности и избран государственным инквизитором и капитаном области Бизаньо.
Во время эпидемии чумы 1656 года был надзирателем за военным госпиталем Бизаньо, где умерло более 10 000 человек, и генеральным комиссаром здравоохранения Стурлы.
Был избран дожем 15 октября 1658 года, став одновременно королём Корсики. Как дож был терпим к евреям и предоставил им право свободной торговли в Генуе, несмотря на противодействие католической церкви и инквизиции. Закончил свои полномочия 15 октября 1660 года.
После окончания срока полномочий занимал ряд важных государственных должностей: член судебного совета, председатель военного магистрата (1661, 1663), настоятель собора Сан-Лоренцо (1666) и управляющий Корсикой (1669), в 1671 году — руководитель контрнаступления против войск Карла Эммануила II. Член Совета границ (1671, 1672, 1676, 1677, 1678, 1679, 1680), глава магистрата монеты и директор Монетного двора в 1681 году.
Умер в Генуе в 1692 году и был похоронен в церкви Сан-Франческо в Сестри-Поненте.